# Untere Mulde
Koordinaten: 51° 47′ 21″ N, 12° 17′ 11″ O

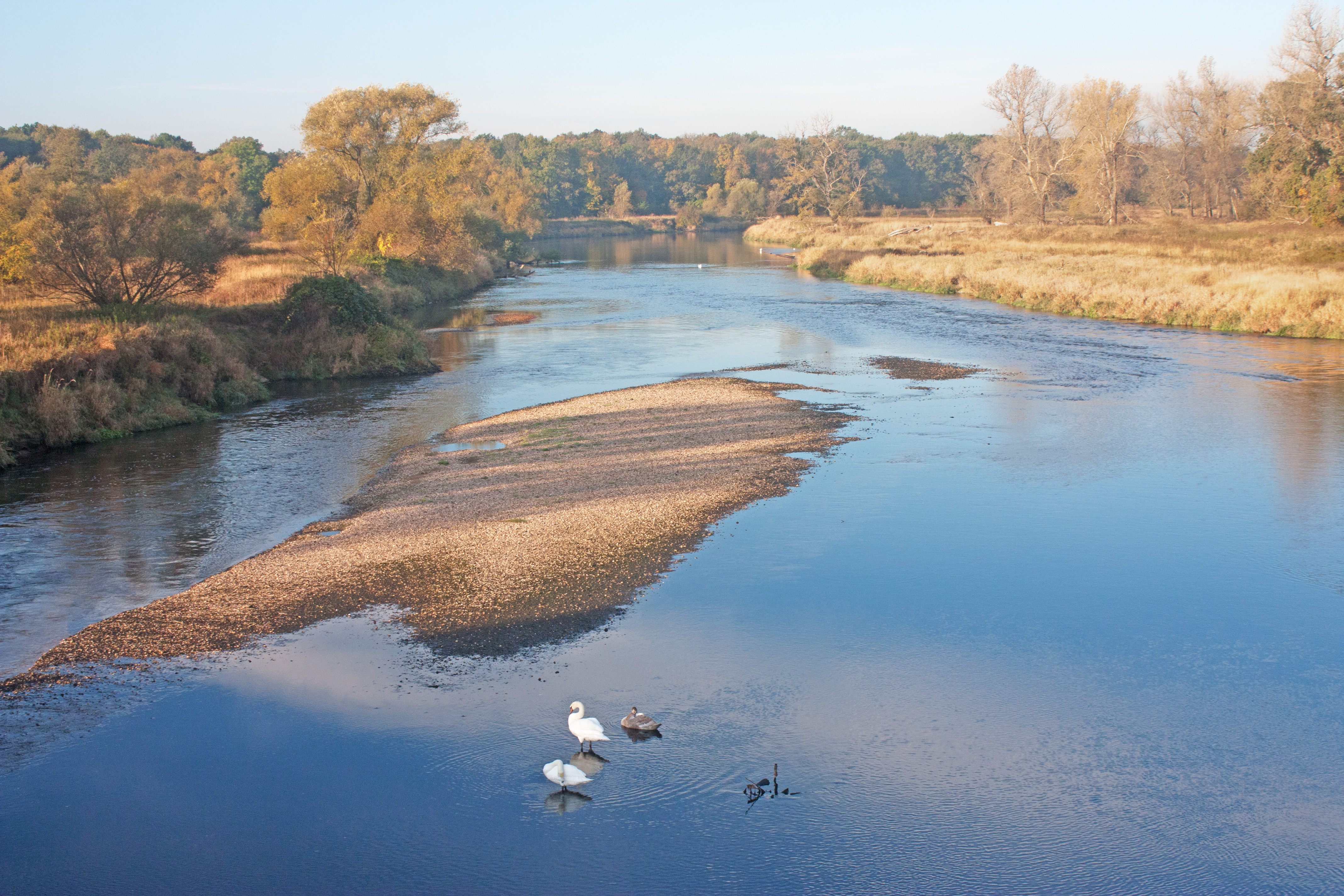
Naturschutzgebiet „Untere Mulde“

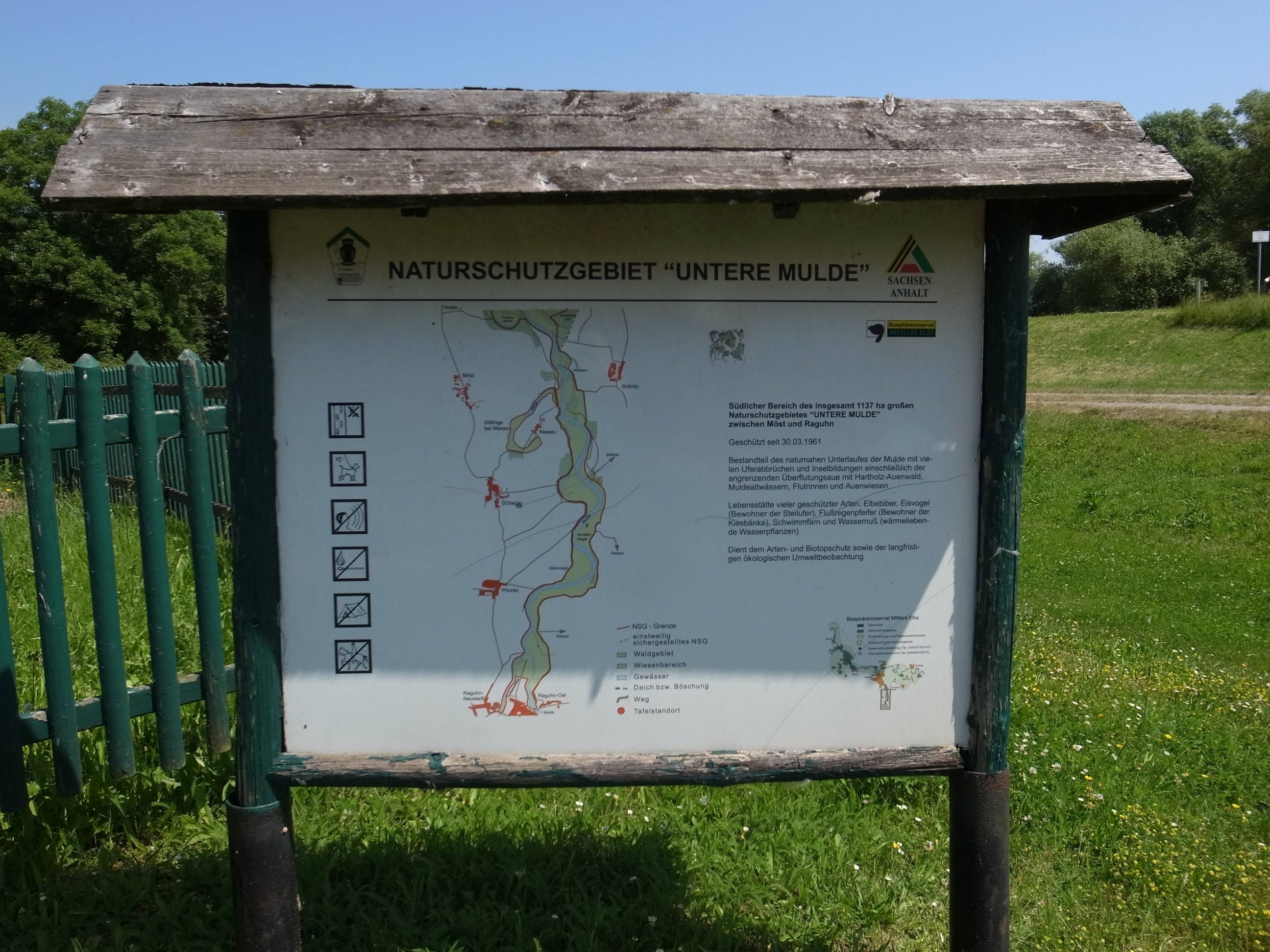
Informationstafel

Die Untere Mulde ist ein Naturschutzgebiet in den Städten Raguhn-Jeßnitz und Bitterfeld-Wolfen sowie der Gemeinde Muldestausee im Landkreis Anhalt-Bitterfeld und der kreisfreien Stadt Dessau-Roßlau in Sachsen-Anhalt.

## Allgemeines
Das Naturschutzgebiet mit dem Kennzeichen NSG 0120 ist rund 1191 Hektar groß. Es ist zu einem großen Teil Bestandteil des Vogelschutzgebietes „Mittlere Elbe einschließlich Steckby-Lödderitzer Forst“ und des FFH-Gebietes „Untere Muldeaue“ und teilweise vom Landschaftsschutzgebiet „Mittlere Elbe“ umgeben. 208 Hektar des Naturschutzgebietes sind als Totalreservat der ungestörten natürlichen Entwicklung überlassen. Das Naturschutzgebiet wurde 1961 ausgewiesen (Datum der aktuellen Verordnung: 15. Dezember 2003). In ihm ist das 1927 ausgewiesene „Biberschutzgebiet Pelze“ aufgegangen. Zuständige untere Naturschutzbehörden sind der Landkreis Anhalt-Bitterfeld und die Stadt Dessau-Roßlau.

## Beschreibung
Das aus drei Teilflächen bestehende Naturschutzgebiet erstreckt sich innerhalb des Biosphärenreservats Mittelelbe auf einer Länge von rund 25 Kilometern entlang der Mulde von der Querung der Bahnstrecke Berlin–Halle nördlich Bitterfeld bzw. unterhalb des Muldestausees bis zu ihrer Mündung in die Elbe zwischen Dessau und Roßlau. In Jeßnitz (Anhalt) und Dessau ist das Naturschutzgebiet unterbrochen. Es stellt den Flusslauf der Mulde mit Uferbereichen und daran angrenzenden Auebereichen mit Altarmen unter Schutz. Die Auenbereiche sind bedeicht. Innerhalb der Deiche unterliegen die Auen der natürlichen Flussdynamik. Bei Jeßnitz (Anhalt) und Dessau ist das Naturschutzgebiet streckenweise auf den Flusslauf mit seinem Ufer beschränkt.
Der mäandrierende Flusslauf mit Prall- und Gleithängen sowie Kies- und Sandbänken wird außerhalb der Ortschaften überwiegend von Gehölzen begleitet. Neben Hartholzauenwäldern sind Reste der Weichholzaue und Weidengebüsche zu finden. Weiterhin durchfließt die Mulde in ihrer Aue liegendes Grünland, das als wechselfeuchte Rasenschmielenwiese, Fuchsschwanzwiese oder Vielblütenhahnenfußwiese ausgeprägt ist. An trockeneren und sandigen Standorten siedeln Rotschwingelwiesen und Schafschwingeltriften. Daneben finden sich Gebüschgesellschaften und Streuobstwiesen. Auch Ackerflächen sind in das Naturschutzgebiet eingezogen.
Auf feuchten Standorten siedeln Röhrichte mit Schilfrohr, Rohrkolben und Wasserschwaden und verschiedene Seggenriede, darunter am häufigsten das Schlankseggenried. Offene Wasserflächen sind von Wasserlinsen- und Schwimmfarndecken, Froschbiss-, Krebsscheren-, Wasserfeder-, Hornblatt- und Seerosengesellschaften sowie Wasserpestgesellschaften mit Kanadischer Wasserpest gekennzeichnet. Floristische Besonderheiten im Naturschutzgebiet sind Vorkommen von Winterschachtelhalm und Violetter Stendelwurz.
Die Mulde ist Lebensraum von Döbel, Hecht und Flussbarsch sowie verschiedenen weiteren Fischarten. In der Jonitzer Mulde, die unterhalb der Staustufe bei Waldersee Teil des Naturschutzgebietes ist, leben u. a. Wels, Rapfen und Steinbeißer. Große Bedeutung für die Fischfauna haben auch die Altarme. Von ihnen gilt die Pelze etwas oberhalb der Mündung der Mulde in die Elbe als besonders artenreich. Hier kommen neben Rapfen und Steinbeißer u. a. auch Zope, Bitterling, Karausche, Ukelei und Aland vor. Große Altarmbereiche befinden sich im mittleren Bereich des Naturschutzgebietes südwestlich von Kleutsch.
Das Naturschutzgebiet hat für viele Vogelarten eine große Bedeutung als Brut-, Rast- und Überwinterungsgebiet. So leben hier u. a. Wespenbussard, Baumfalke, Rot- und Schwarzmilan, Mittelspecht, Grauspecht, Flussuferläufer, Flussregenpfeifer und Eisvogel, die alle im Naturschutzgebiet auch brüten. Die Steilufer der Mulde bieten auch Uferschwalben geeignete Plätze für ihre Brutkolonien. Im Winter überwintern hier zahlreiche Gänsesäger und Schellenten. Amphibien und Reptilien sind u. a. durch Knoblauchkröte, Wechselkröte, Laubfrosch, Moorfrosch und Schlingnatter vertreten. Das Naturschutzgebiet ist auch Lebensraum des Elbebibers sowie des Fischotters.
Das Naturschutzgebiet wird kurz vor der Mündung der Mulde in die Elbe von der Bahnstrecke Trebnitz–Leipzig und der parallel dazu verlaufenden Bundesstraße 184, bei Dessau von der Bahnstrecke Dessau–Gohrau-Rehsen und südöstlich von Dessau von der Bundesautobahn 9 gequert. Weiterhin verlaufen einzelne Straßen und Wege durch Teile des Naturschutzgebiets. In Jeßnitz (Anhalt), Raguhn und Dessau befinden sich Staustufen in der Mulde.